# Mopsolodes
Mopsolodes Zabka, 1991 è un genere di ragni appartenente alla famiglia Salticidae.

## Etimologia
Il nome deriva dal genere Mopsus (Karsch, 1878), con cui ha varie caratteristiche in comune.

## Distribuzione
L'unica specie oggi nota di questo genere è stata rinvenuta in Australia (Queensland, Territorio del Nord).

## Tassonomia
A dicembre 2010, si compone di una specie:
- Mopsolodes australensis Zabka, 1991[2] — Queensland, Territorio del Nord (Australia)